# Лонгмонт (Колорадо)
Лонгмонт (енгл. Longmont) град је у америчкој савезној држави Колорадо.

## Демографија
По попису из 2010. године број становника је 86.270, што је 15.177 (21,3%) становника више него 2000. године.
| Група             | 2000.          | 2010.          |
| Белци             | 54.599 (76,8%) | 59.772 (69,3%) |
| Афроамериканци    | 385 (0,5%)     | 815 (0,9%)     |
| Азијати           | 1.252 (1,8%)   | 2.758 (3,2%)   |
| Хиспаноамериканци | 13.558 (19,1%) | 21.191 (24,6%) |
| Укупно            | 71.093         | 86.270         |